# Guarnecido
Se denomina guarnecido al revestimiento de yeso negro que constituye la primera capa aplicada sobre los paramentos interiores de un edificio, antes de ser revestidos con otros tipos de acabado (normalmente el enlucido).

## Origen
Se han encontrado paredes revestidas con pasta de yeso en cámaras funerarias del antiguo Egipto datadas alrededor del 2000 a. C. El enlucido se sigue utilizando hoy en día como el revestimiento principal en paredes interiores de ladrillo.

## Aplicación
El albañil aplica esta capa a los tabiques muros y techos, como capa de preparación, para poder ser revestidos posteriormente con un material de textura más fina, que presente una superficie de mejor acabado, como el enlucido.
El yeso empleado es yeso negro, de color grisáceo debido a la mayor presencia de impurezas en su composición, y de granulometría más gruesa que el yeso blanco. El material debe mezclarse con agua (en mezclas al 50-60%) en el mismo momento de su aplicación, pues en pocos minutos empieza a fraguar y no tendrá capacidad de adherencia a la pared. Cuando el yeso ya ha comenzado a fraguar, se le denomina "yeso muerto", y es necesario tirarlo.
Previamente a la aplicación del yeso, debe humedecerse la pared, para evitar que el soporte seque el material antes de tiempo, evitando que fragüe correctamente. El yeso se aplica a mano con una llana, con la que se alisa. El guarnecido con yeso negro suele tener de uno a dos centímetros de espesor, no siendo recomendables espesores mucho mayores de un centímetro, pues el material puede fisurarse con más facilidad.
Existen dos modalidades de aplicación de yeso:
- Yeso maestreado: denominado así por la utilización de «maestras» o listones verticales de madera que se colocan previamente en la pared con el fin de asegurar un grosor homogéneo de la capa de yeso. En estos casos, se aplica el yeso y se nivela pasando por la superficie una regleta que se va apoyando en las maestras.
- Yeso sin maestrear o «a buena vista»: procedimiento más rudimentario, cuyo acabado final depende en gran medida de la pericia del albañil.

Es conveniente no enlucir en días excesivamente secos y calurosos, pues el secado prematuro del yeso puede producir fisuras por retracción.

## Propiedades
El guarnecido mejora varias propiedades de los cerramientos, como el aislamiento acústico, aislamiento térmico, y resistencia al fuego. También permite eliminar irregularidades no mayores de un centímetro en los paramentos, por lo que es utilizado de forma habitual para revestir las paredes de ladrillo. Los guarnecidos se emplean únicamente en paramentos interiores protegidos de la intemperie, pues la humedad los degrada.